# 치환 적분
미적분학에서 치환 적분(置換積分, 영어: integration by substitution)은 기존의 변수를 새 변수로 치환하여 적분하는 기법이다.

## 정의

### 부정적분의 경우
구간 {\displaystyle I\subseteq \mathbb {R} }와 함수 {\displaystyle g\colon I\to \mathbb {R} } 및 {\displaystyle f\colon g(I)\to \mathbb {R} }이 주어졌다고 하자.
- 만약 {\displaystyle f}의 부정적분 {\displaystyle F}가 존재하고, {\displaystyle g}가 미분 가능 함수라면, 다음이 성립한다.[1]:246, 定理6.2.1
{\displaystyle \int f(g(x))g'(x)\mathrm {d} x=\int f(u)\mathrm {d} u=F(g(x))+C}
- 만약 {\displaystyle (f\circ g)\cdot g'}의 원함수 {\displaystyle H}가 존재하고, {\displaystyle g}가 미분 가능 함수이며, 모든 {\displaystyle t\in I}에 대하여 {\displaystyle g'(t)\neq 0}이라면, 다음이 성립한다.[1]:252, 定理6.2.2
{\displaystyle \int f(x)\mathrm {d} x=\int f(g(t))g'(t)\mathrm {d} t=H(g^{-1}(x))+C}

### 정적분의 경우
만약 {\displaystyle g\colon [a,b]\to \mathbb {R} }가 연속 미분 가능 함수이며, {\displaystyle f\colon g([a,b])\to \mathbb {R} }가 연속 함수라면, 다음이 성립한다.:408
{\displaystyle \int _{g(a)}^{g(b)}f(x)\mathrm {d} x=\int _{a}^{b}f(g(t))g'(t)\mathrm {d} t}

## 증명
부정적분에 대한 첫 번째 명제의 조건에 따라 {\displaystyle F'=f}이며, {\displaystyle g}가 미분 가능 함수이므로, 연쇄 법칙을 적용하면 {\displaystyle (F\circ g)'=(f\circ g)\cdot g'}을 얻는다. 즉, {\displaystyle (f\circ g)\cdot g'}의 한 원함수는 {\displaystyle F\circ g}이므로 첫 번째 명제가 성립한다.
부정적분에 대한 두 번째 명제의 조건에 따라 모든 {\displaystyle t\in I}에 대하여 {\displaystyle g'(t)\neq 0}이므로, 다르부 정리에 따라 모든 {\displaystyle t\in I}에 대하여 {\displaystyle g'(t)>0}이거나 모든 {\displaystyle t\in I}에 대하여 {\displaystyle g'(t)<0}이다. 따라서 {\displaystyle g^{-1}}는 존재한다. {\displaystyle H'=(f\circ g)\cdot g'}이며, {\displaystyle (g^{-1})'=1/(g'\circ g^{-1})}이므로, 다음이 성립한다.
{\displaystyle (H\circ g^{-1})'=(H'\circ g^{-1})\cdot (g^{-1})'=f\cdot (g'\circ g^{-1})\cdot {\frac {1}{g'\circ g^{-1}}}=f}
즉, {\displaystyle f}의 한 원함수는 {\displaystyle H\circ g^{-1}}이므로 두 번째 명제가 성립한다.
정적분에 대한 명제의 조건에 따라 {\displaystyle f}와 {\displaystyle (f\circ g)\cdot g'}는 연속 함수이므로, 원함수가 존재한다. 연쇄 법칙에 따라, {\displaystyle f}의 한 원함수를 {\displaystyle F}라고 하면, {\displaystyle (f\circ g)\cdot g'}의 한 원함수는 {\displaystyle F\circ g}이다. 미적분학의 기본 정리에 따라 다음이 성립하므로, 명제가 성립한다.
{\displaystyle \int _{g(a)}^{g(b)}f(x)\mathrm {d} x={\bigg [}F(x){\bigg ]}_{g(a)}^{g(b)}=F(g(b))-F(g(a))={\bigg [}F(g(t)){\bigg ]}_{a}^{b}=\int _{a}^{b}f(g(t))g'(t)\mathrm {d} t}

## 예 (부정적분)

### 첫째 예 (부정적분)
부정적분
{\displaystyle \int {\sqrt {2x+1}}\mathrm {d} x}
에서 {\displaystyle u=2x+1}이라고 하자. 그러면 {\displaystyle \mathrm {d} u=2\mathrm {d} x}이므로 {\displaystyle \mathrm {d} x=(\mathrm {d} u)/2}이다. 따라서 다음이 성립한다.:409, Example 2
{\displaystyle {\begin{aligned}\int {\sqrt {2x+1}}\mathrm {d} x&=\int {\sqrt {u}}\cdot {\frac {\mathrm {d} u}{2}}\\&={\frac {1}{2}}\int u^{1/2}\mathrm {d} u\\&={\frac {1}{2}}{\frac {u^{3/2}}{3/2}}+C\\&={\frac {1}{3}}u^{3/2}+C\\&={\frac {1}{3}}(2x+1)^{3/2}+C\end{aligned}}}

### 둘째 예 (부정적분)
부정적분
{\displaystyle \int {\frac {x}{x^{2}+1}}\mathrm {d} x}
에서 {\displaystyle u=x^{2}+1}이라고 하자. 그러면 {\displaystyle \mathrm {d} u=2x\mathrm {d} x}이므로 {\displaystyle x\mathrm {d} x=(\mathrm {d} u)/2}이다. 따라서 다음이 성립한다.:248, 例6.2.6
{\displaystyle {\begin{aligned}\int {\frac {x}{x^{2}+1}}\mathrm {d} x&={\frac {1}{2}}\int {\frac {\mathrm {d} u}{u}}\\&=\left({\frac {1}{2}}\right)\ln |u|+C\\&=\left({\frac {1}{2}}\right)\ln(x^{2}+1)+C\end{aligned}}}
치환 적분 기법에 익숙할 경우 다음과 같이 두 변수 사이의 치환을 생략해도 좋다.:248, 例6.2.6
{\displaystyle \int {\frac {x}{x^{2}+1}}\mathrm {d} x={\frac {1}{2}}\int {\frac {\mathrm {d} (x^{2}+1)}{x^{2}+1}}={\frac {1}{2}}\ln(x^{2}+1)+C}

### 셋째 예 (부정적분)
부정적분
{\displaystyle \int \tan x\mathrm {d} x}
에서 {\displaystyle u=\cos x}라고 하자. 그러면 {\displaystyle \mathrm {d} u=-\sin x\mathrm {d} x}이므로 {\displaystyle \sin x\mathrm {d} x=-\mathrm {d} u}이다. 따라서 다음이 성립한다.:410, Example 6
{\displaystyle {\begin{aligned}\int \tan x\mathrm {d} x&=\int {\frac {\sin x}{\cos x}}\mathrm {d} x\\&=-\int {\frac {\mathrm {d} u}{u}}\\&=-\ln |u|+C\\&=-\ln |\cos x|+C\\&=\ln |\sec x|+C\end{aligned}}}

### 넷째 예 (부정적분)
부정적분
{\displaystyle \int {\frac {\ln x}{x}}\mathrm {d} x}
에서 {\displaystyle (\mathrm {d} x)/x=\mathrm {d} (\ln x)}이므로 다음이 성립한다.:304, Example 7.9
{\displaystyle \int {\frac {\ln x}{x}}\mathrm {d} x=\int \ln x\mathrm {d} (\ln x)={\frac {1}{2}}(\ln x)^{2}+C}

### 다섯째 예 (부정적분)
부정적분
{\displaystyle \int {\frac {\mathrm {d} x}{{\sqrt {x}}+{\sqrt[{3}]{x}}}}}
에서 {\displaystyle x=t^{6}}이라고 하자. 그러면 {\displaystyle \mathrm {d} x=6t^{5}\mathrm {d} t}이므로 다음이 성립한다.:254, 例6.2.17
{\displaystyle {\begin{aligned}\int {\frac {\mathrm {d} x}{{\sqrt {x}}+{\sqrt[{3}]{x}}}}&=6\int {\frac {t^{5}}{t^{3}+t^{2}}}\mathrm {d} t\\&=6\int {\frac {t^{3}}{t+1}}\mathrm {d} t\\&=6\int \left(t^{2}-t+1-{\frac {1}{t+1}}\right)\mathrm {d} t\\&=2t^{3}-3t^{2}+6t-6\ln |1+t|+C\\&=2{\sqrt {x}}-3{\sqrt[{3}]{x}}+6{\sqrt[{6}]{x}}-6\ln |1+{\sqrt[{6}]{x}}|+C\end{aligned}}}

## 예 (정적분)

### 첫째 예 (정적분)
정적분
{\displaystyle \int _{0}^{2\pi }2x\cos x^{2}\mathrm {d} x}
에서 {\displaystyle u=x^{2}}라고 하자. 그러면 {\displaystyle 2x\mathrm {d} x=\mathrm {d} u}이다. 또한 {\displaystyle x=0}일 때 {\displaystyle u=0}이며 {\displaystyle x=2\pi }일 때 {\displaystyle u=4\pi ^{2}}이다. 따라서 다음이 성립한다.:303, Example 7.8
{\displaystyle {\begin{aligned}\int _{0}^{2\pi }2x\cos x^{2}\mathrm {d} x&=\int _{0}^{4\pi ^{2}}\cos u\mathrm {d} u\\&={\bigg [}\sin u{\bigg ]}_{0}^{4\pi ^{2}}\\&=\sin 4\pi ^{2}\end{aligned}}}

### 둘째 예 (정적분)
정적분
{\displaystyle \int _{0}^{a}{\sqrt {a^{2}-x^{2}}}\mathrm {d} x\qquad (a>0)}
에서 {\displaystyle x=a\sin t} ({\displaystyle 0\leq t\leq \pi /2})라고 하자. 그러면 {\displaystyle \mathrm {d} x=a\cos t\mathrm {d} t}이다. 또한 다음이 성립한다.
{\displaystyle {\sqrt {a^{2}-x^{2}}}={\sqrt {a^{2}-a^{2}\sin ^{2}t}}={\sqrt {a^{2}\cos ^{2}t}}=a\cos t}
마지막에 양수를 취한 것은 모든 {\displaystyle 0\leq t\leq \pi /2}에 대하여 {\displaystyle \cos t>0}이기 때문이다. 또한 {\displaystyle x=0}일 때 {\displaystyle t=0}이며, {\displaystyle x=a}일 때 {\displaystyle t=\pi /2}이므로, 다음이 성립한다.:42, 例7.4.5
{\displaystyle {\begin{aligned}\int _{0}^{a}{\sqrt {a^{2}-x^{2}}}\mathrm {d} x&=a^{2}\int _{0}^{\pi /2}\cos ^{2}t\mathrm {d} t\\&={\frac {a^{2}}{2}}\int _{0}^{\pi /2}(1+\cos 2t)\mathrm {d} t\\&={\frac {a^{2}}{2}}{\bigg [}t+{\frac {1}{2}}\sin 2t{\bigg ]}_{0}^{\pi /2}\\&={\frac {\pi }{4}}a^{2}\end{aligned}}}
이는 사분원의 넓이 공식과 일치한다.

## 응용

### 홀함수와 짝함수의 적분
치환 적분을 통해 대칭적인 함수의 대칭적인 구간 위의 적분에 대한 공식을 증명할 수 있다. {\displaystyle f\colon [-a,a]\to \mathbb {R} }가 연속 함수라고 하자.
- 만약 {\displaystyle f}가 홀함수라면 (모든 {\displaystyle x\in [-a,a]}에 대하여 {\displaystyle f(-x)=-f(x)}라면), 다음이 성립한다.
{\displaystyle \int _{-a}^{a}f(x)\mathrm {d} x=0}
- 만약 {\displaystyle f}가 짝함수라면 (모든 {\displaystyle x\in [-a,a]}에 대하여 {\displaystyle f(-x)=f(x)}라면), 다음이 성립한다.
{\displaystyle \int _{-a}^{a}f(x)\mathrm {d} x=2\int _{0}^{a}f(x)\mathrm {d} x}

이는 다음과 같이 증명할 수 있다. 만약 {\displaystyle f}가 홀함수라면, 치환 적분 {\displaystyle x=-t}을 쓴 뒤 {\displaystyle f(-t)=-f(t)}를 대입하면 다음을 얻으므로 원하는 명제가 성립한다.
{\displaystyle \int _{-a}^{0}f(x)\mathrm {d} x=\int _{0}^{a}f(-t)\mathrm {d} t=-\int _{0}^{a}f(t)\mathrm {d} t=-\int _{0}^{a}f(x)\mathrm {d} x}
만약 {\displaystyle f}가 짝함수라면,  치환 적분 {\displaystyle x=-t}을 쓴 뒤 {\displaystyle f(-t)=f(t)}를 대입하면 다음을 얻으므로 원하는 명제가 성립한다.:41, 例7.4.4
{\displaystyle \int _{-a}^{0}f(x)\mathrm {d} x=\int _{0}^{a}f(-t)\mathrm {d} t=\int _{0}^{a}f(t)\mathrm {d} t=\int _{0}^{a}f(x)\mathrm {d} x}

### 주기 함수의 적분
치환 적분을 통해 주기 함수의 한 주기 동안의 적분이 어디에서나 같음을 증명할 수 있다. {\displaystyle f\colon \mathbb {R} \to \mathbb {R} }가 {\displaystyle T>0}를 주기로 가지는 연속 함수라고 하자. 그렇다면 임의의 {\displaystyle a\in \mathbb {R} }에 대하여 다음이 성립한다.
{\displaystyle \int _{a}^{a+T}f(x)\mathrm {d} x=\int _{0}^{T}f(x)\mathrm {d} x}
이는 다음과 같이 증명할 수 있다. 치환 적분 {\displaystyle x=t+T}를 쓴 뒤 {\displaystyle f(t+T)=f(t)}를 대입하면 다음을 얻는다.
{\displaystyle \int _{T}^{a+T}f(x)\mathrm {d} x=\int _{0}^{a}f(t+T)\mathrm {d} t=\int _{0}^{a}f(t)\mathrm {d} t=\int _{0}^{a}f(x)\mathrm {d} x}
따라서 다음이 성립하므로, 원하는 명제가 성립한다.:42-43, 例7.4.6
{\displaystyle \int _{a}^{a+T}f(x)\mathrm {d} x=\left(\int _{a}^{0}+\int _{0}^{T}+\int _{T}^{a+T}\right)f(x)\mathrm {d} x=\int _{0}^{T}f(x)\mathrm {d} x}

## 같이 보기
- 부정적분#치환 적분
- 리만 적분#치환 적분
- 변수 변환
- 삼각 치환
- 쌍곡 치환
- 바이어슈트라스 치환
- 오일러 치환
- 부분 적분